# 中島照人
中島 照人（なかじま てると、2001年12月15日 - ）は、日本出身のプロアイスホッケー選手。ポジションはフォワード。アルプス・ホッケーリーグのHCメラーノに所属。

## 経歴

### アマチュア時代
苫小牧高等学校から東洋大学に進学。
2023年10月31日に11月に苫小牧市にて実施されたアイスホッケー男子日本代表の国内合宿に選出された。その後2023IIHF男子世界選手権ディビジョンIBにフル代表として初選出され大学生ながら6ゴール2アシストの８ポイントをあげ優勝に貢献した。
2024年1月16日には苫小牧市のnepiaアイスアリーナと安平町の安平町スポーツセンターにて実施されたアイスホッケー男子日本代表の国内合宿の参加メンバーに選出された。1月29日にハンガリーのブダペストで開催されたミラノ・コルティナダンペッツォオリンピックの3次予選と事前合宿の参加メンバーに選出された。4月8日に安平町の安平町スポーツセンターで開催されたアイスホッケー男子日本代表の選考合宿に参加するメンバーに選出された。4月16日にイタリアのボルツァーノで開催された2024 IIHF 男子世界選手権 ディビジョンI グループAの日本代表として出場しBest Players of Each Team Selected by Coachesの３名に選出された。

### イタリア時代
2024年5月7日にアジアリーグアイスホッケーのレッドイーグルス北海道に入団。しかし、アジアリーグに登録することなく、7月27日にアルプス・ホッケーリーグのHCメラーノへ移籍。8月1日にデンマークのオールボーで開催されるミラノ・コルティナダンペッツォオリンピックの最終予選と事前合宿の日本代表に選出された。

## 詳細情報

### 背番号
- 22（2024年 - ）

### 代表歴
- 2023 IIHF 男子世界選手権 ディビジョンI グループB 日本代表（優勝）
- 2026年ミラノ・コルティナダンペッツォオリンピック3次予選日本代表（2024年）
- 2024 IIHF 男子世界選手権 ディビジョンI グループA 日本代表（５位）
- 2025 IIHF 男子世界選手権 ディビジョンI グループA 日本代表（４位）